# Megan Reid
Megan Elizbeth Reid (* 8. Juli 1996 in Orinda, Kalifornien) ist eine kanadische Fußballspielerin und seit 2023 A-Nationalspielerin.

## Karriere

### Vereine
Reid kam mit dem Fußballsport an der vierjährigen öffentlichen Miramonte High-School in Orinda das erste Mal in Berührung. Darüber hinaus spielte sie an der Highschool auch Basketball, Wasserball und war auch in der Leichtathletik aktiv.
Nach ihrem High-School-Abschluss begab sie sich an die University of Virginia in Charlottesville für ein Studium. Für das Sport-Team der Bildungseinrichtung, die Cavaliers, kam sie während ihrer vierjährigen Studienzeit in 83 Meisterschaftsspielen der Atlantic Coast Conference innerhalb der NCAA Division I zum Einsatz. Nach einer selbst auferlegten und drei Jahre währenden Pause fand sie in Moraga bei Lamorinda United, dem sie vom 1. Mai 2021 bis zum 28. Februar 2022 in der Women’s Premier Soccer League angehörte, den Wiedereinstieg.
Seit dem 1. März 2022 ist sie Vertragsspielerin des Angel City FC, der sie am 5. Januar 2022 unter Vertrag genommen und mit einem bis zum Spielzeitende 2025 datierten Vertrag ausgestattet hat. Ihr erstes Punktspiel in der National Women’s Soccer League bestritt sie zum Saisonstart am 30. April 2022 beim 2:1-Sieg im Heimspiel gegen North Carolina Courage an der Seite von Ali Riley. Bis zum 3. Dezember 2022 (22. Spieltag) wurde sie  in 21 aufeinander folgenden Punktspielen eingesetzt.

### Nationalmannschaft
Reid kam als Nationalspielerin für die Canadian Soccer Association in der A-Nationalmannschaft zu ihrem Debüt. Am 3. Dezember 2024 bestritt sie im Freundschaftsspiel gegen die Nationalmannschaft Südkoreas die ersten 45 Minuten beim 5:1-Sieg in San Pedro del Pinatar; für sie kam Shelina Zadorsky ins Spiel.
Mit der Mannschaft nahm sie am Turnier um den Pinatar Cup 2025 teil und wurde in den letzten beiden Spielen am 22. und 25. Februar gegen die Nationalmannschaften Mexikos und Chinesisch Taipehs eingesetzt, die mit 2:0 und 7:0 gewonnen wurden; in letzterem erzielte sie mit dem Treffer zum 5:0 in der ersten Minute der Nachspielzeit der ersten 45 Minuten.

## Erfolge
- Pinatar-Cup-Siegerin: 2025

## Sonstiges
Abseits des Spielfelds war sie als Rettungssanitäterin tätig, zuletzt bei John Muir Health, und von 2017 bis 2018 war sie ein Jahr lang als Feuerwehrfrau/Rettungssanitäterin für die Freiwillige Feuerwehr von Seminole Trail
tätig.